# PSR B1509-58
PSR B1509-58は、コンパス座にある若くて高エネルギーの回転駆動型パルサーである。
回転の減速率が大きく、磁場が非常に強いパルサーであるとみられている。周囲には、とても明るく形状の特徴的なパルサー星雲が広がっていることで知られる。

## 特徴
PSR B1509-58は、1982年にアインシュタイン衛星によって、超新星残骸MSH 15-52の内のX線源を観測する中で発見された。発見後、すぐに電波でも確認され、後にガンマ線も検出されている。PSR B1509-58は、周囲にある超新星残骸MSH 15-52と一緒に存在していると考えられる。水素原子の吸収線の観測から、MSH 15-52は地球との距離およそ1万7,000光年の位置にあるとわかっているので、PSR B1509-58もこの位置にあるとみられる。
PSR B1509-58のパルス周期は、約150ミリ秒で、大体1秒間に7回のパルスが観測される。PSR B1509-58のパルスは、周期の時間変化率がとても大きく、1秒あたり1.5×10−12秒くらい減速している。この周期とその変化率から、PSR B1509-58の周囲にできる双極磁場の強さは、1.5×1013Gに及ぶとみられる。また、この変化率から推定した、パルサーの年齢は、およそ1,700年となる。
PSR B1509-58は、その年齢と位置からして、185年の超新星によってできた中性子星である可能性が指摘されているが、西暦185年にパルサーが誕生したものと仮定した場合、減速パラメータが実際に測定されたものと一致せず、複雑な減速過程を考えなければならなくなる。一般的には、SN 185の痕跡となる超新星残骸としては、RCW 86（MSH 14-63）が最有力候補とされる。

## 周辺構造

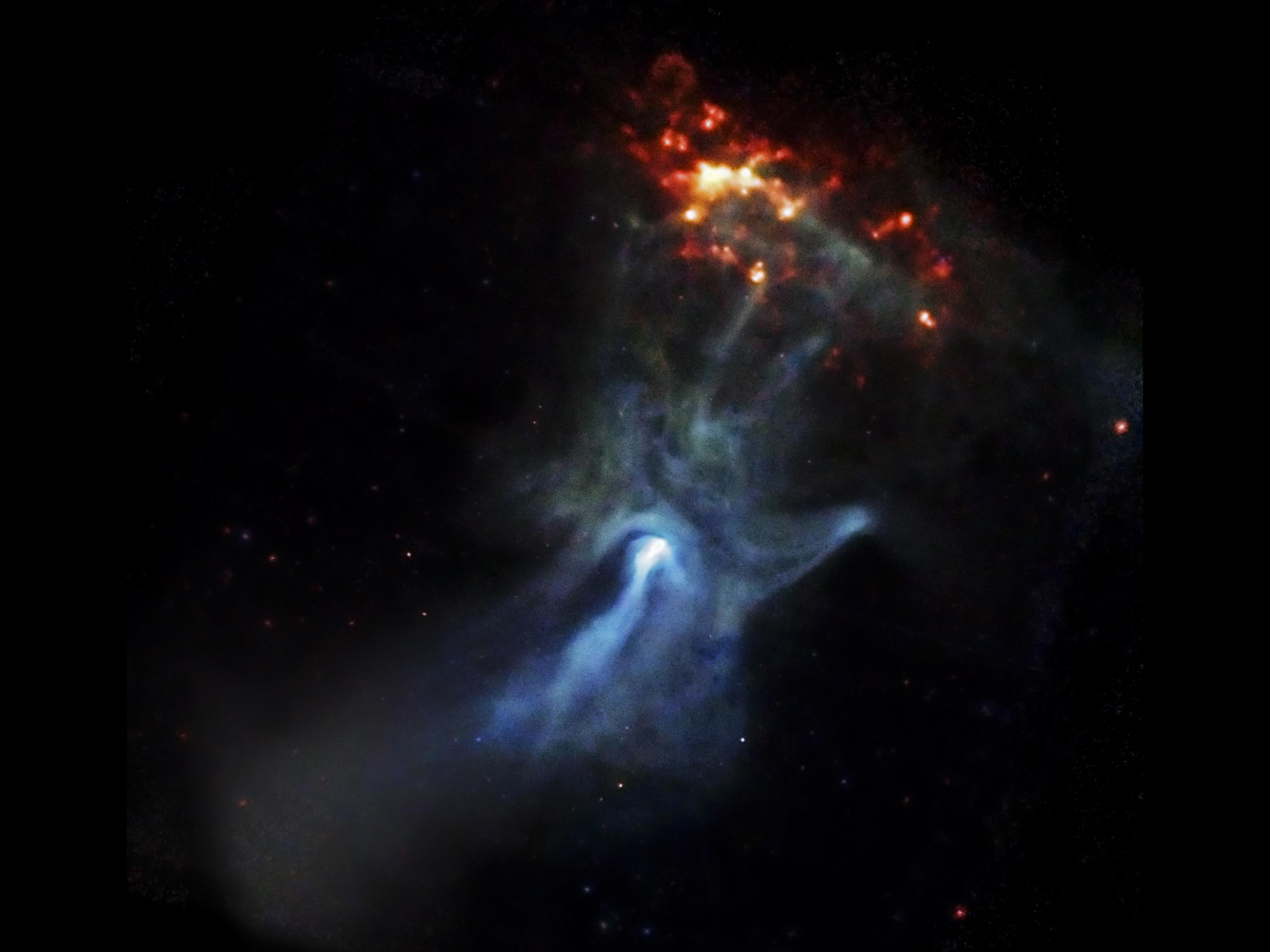
チャンドラが観測したPSR B1509-58及びHII領域RCW 89のX線を、エネルギー毎に赤、緑、青に着色して合成した画像。出典: NASA / CXC / SAO / P. Slane

PSR B1509-58の周囲には、X線で明るいパルサー星雲が広がっており、チャンドラ衛星によって様々な観測が行われている。パルサー星雲は、およそ150光年の大きさに広がっており、複雑な構造をもっている。PSR B1509-58から南東に向かっては、4分程度にわたって、ジェットが伸びている。また、北側には、PSR B1509-58からの離角が10秒程と30秒程の位置に、円形の一部であるかのような形状の弧がみられ、内側の弧はパルサー風の末端衝撃波面に相当するのではないかと考えられる。また、弧の間には小さなこぶ状のパルサー星雲もみられ、パルサーから出た物質の流れの中の乱流によってできた構造ではないかとみられる。更に、弧よりも北側には、南東側のジェットと対を成すような帯状のパルサー星雲もあり、10分離れた位置にあるHII領域RCW 89に接している。RCW 89は、この北西側のジェットから得たエネルギーによって輝いているのではないかと考えられる。北西に伸びるパルサー星雲は、複雑な形状をしていて「手」のような形にみえることから、「神の手」などと呼ばれることもある。

## ギャラリー
- PSR B1509-58についての解説[7]
- 各種の電磁波で観測したPSR B1509-58領域の比較[7]
- PSR B1509-58とかに星雲の大きさ比較[7]